# Nikolái Kuznetsov (militar)
Nikolái Ivánovich Kuznetsov (en ruso: Никола́й Ива́нович Кузнецо́в; Pyruchey, 29 de abril de 1922 - Pestovo, 11 de septiembre de 2008) fue un oficial militar (Starshiná) soviético que combatió en las filas del Ejército Rojo durante la Segunda Guerra Mundial y una de las cuatro únicas personas que fue galardonada con la Orden de la Gloria de 1.er grado y el título de Héroe de la Unión Soviética.

## Biografía

### Infancia y juventud
Nikolái Kuznetsov nació el 29 de abril de 1922 en el seno de una familia de campesinos rusos, en la pequeña localidad rural de Pyruchey, en la gobernación de Olónets, de la RSFS de Rusia. Después de completar el séptimo grado en la escuela rural local y luego en la escuela de oficios, trabajó como ingeniero eléctrico en la construcción de la central hidroeléctrica de Kandalaksha en Múrmansk.

### Segunda Guerra Mundial
Fue reclutado en las filas del Ejército Rojo en agosto de 1941, poco después de la invasión alemana de la Unón Soviética, tras su incorporación a filas recibió entrenamiento para la recopilación de inteligencia. Inicialmente, comandó un escuadrón que operaba detrás de las líneas enemigas, descarrilando trenes, rastreando los movimientos de tropas enemigas y enviando mensajes cifrados sobre la disposición y número de las fuerzas enemigas. Sin embargo, su carrera en inteligencia se vio truncada después de que una herida en el estómago lo dejara internado en el hospital por un tiempo prolongado, por lo que después de recuperarse, en 1942, fue enviado como artillero a la 263.ª División de Fusileros del 51.º Ejército.

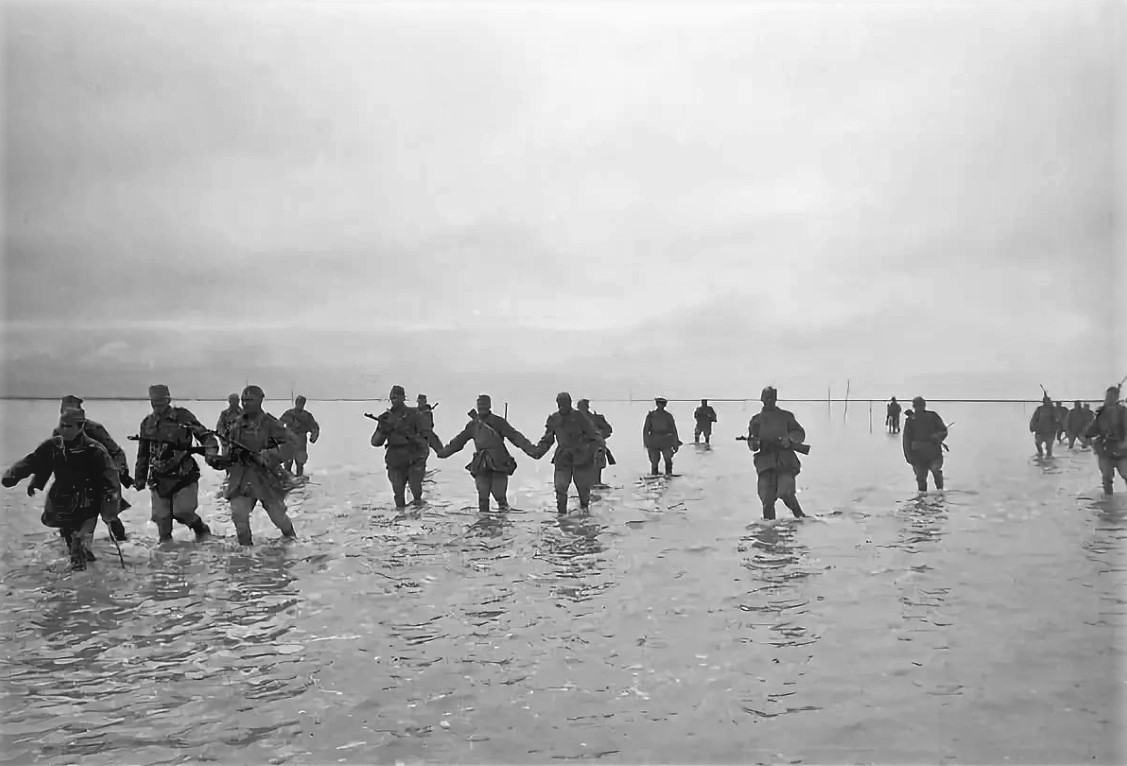
Soldados del 4.º Frente ucraniano cruzan el poco profundo mar de Sivash hacia Crimea.

Durante la operación ofensiva de Melitopol (26 de septiembre - 5 de noviembre de 1943), las tropas del 51.º Ejército, rompieron las defensas enemigas en el río Molochna y avanzaron hacia Crimea. Las formaciones del ejército a principios de noviembre de 1943 capturaron cabezas de puente en la costa sur del mar de Sivash. Por su participación en el cruce del Sivash y distinción en las batallas para capturar la cabeza de puente, recibió la Medalla al Valor.
Después de luchar en las batallas por la «línea azul» en la península de Taman, participó en la ofensiva de Crimea en 1944. Durante los intensos combates en Crimea, como artillero en el 369.º Batallón de Artillería Antitanque, obtuvo su primera Orden de la Gloria, por sus acciones en los combates por Mekenzia, un pueblo situado a 10 kilómetros al este de Sebastopol; durante la batalla del 23 de abril de 1944 eliminó dos ametralladoras enemigas, permitiendo que continuara el avance de la infantería, y tras ver un tanque enemigo lo destruyó al primer disparo.
Su siguiente Orden de la Gloria la obtuvo gracias a sus acciones a principios de octubre de ese año durante la batalla por la estación de Shamaitkein, en la que lideró a las tropas bajo su mando para eliminar los puntos de tiro enemigos y matar a 23 soldados alemanes, además de incendiar un vehículo enemigo con un impacto directo. Posteriormente, se le otorgó nuevamente la Orden de la Gloria de 2.do grado (que fue reemplazada por la Orden de la Gloria de 1.er grado en 1980) por sus acciones en la batalla de Labiau el 1 de febrero de 1945, después de haber incendiado un tanque enemigo con fuego directo. destruyó dos nidos de ametralladoras enemigos y mató a más de un escuadrón de infantería alemana.

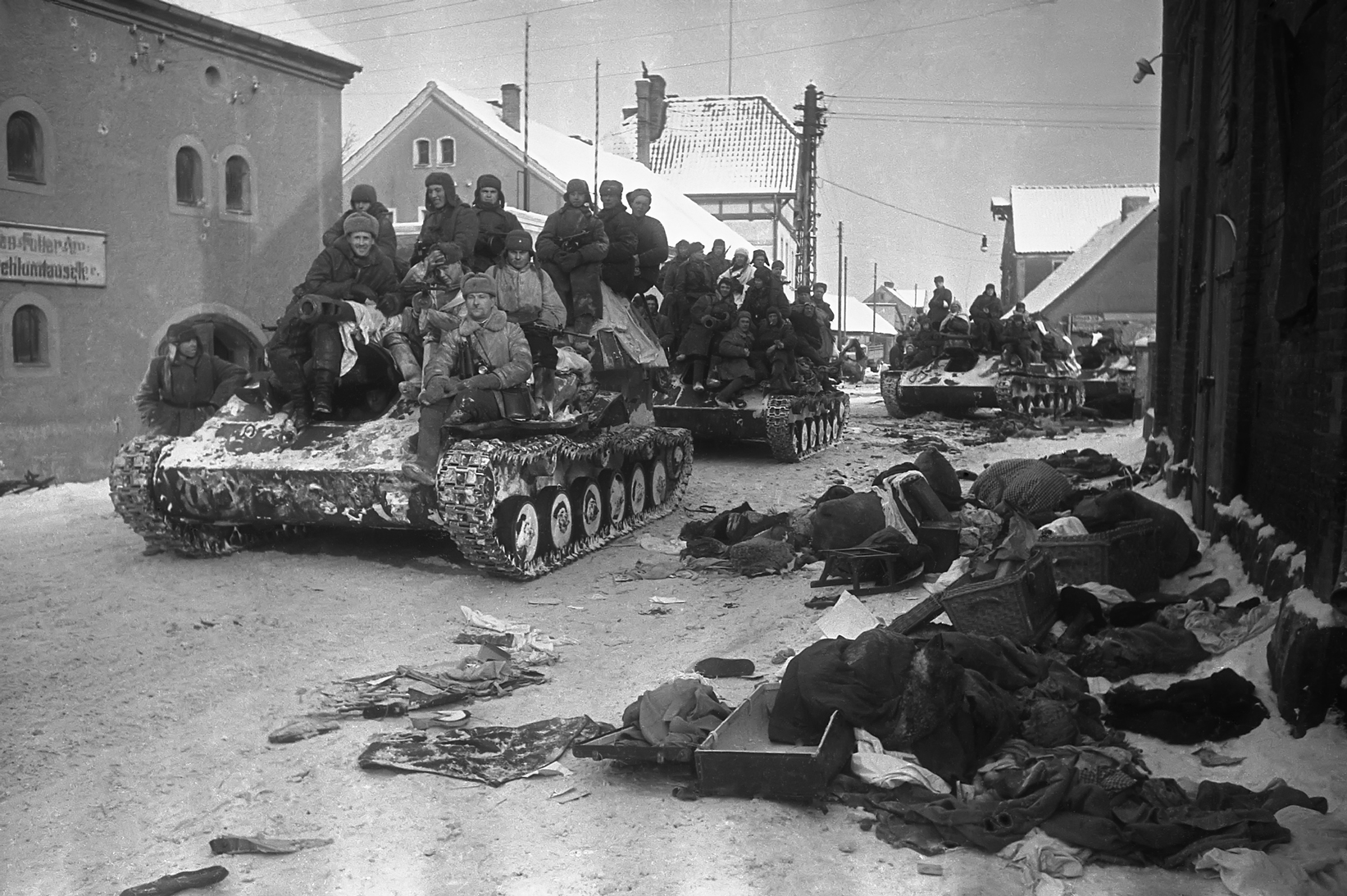
Tropas soviéticas entran en la ciudad de Mühlhausen (actual Młynary) el 24 de enero de 1945.

Posteriormente participó en la ofensiva de Prusia Oriental, incluyendo la conquista de la ciudad de Königsberg. Durante la batalla por la ciudad, su tripulación eliminó un pelotón de infantería enemiga y sus decisiones permitieron la destrucción de varios puestos de tiro. A pesar de estar gravemente herido y solo con su arma de mano después de que los ataques mataran a sus camaradas, permaneció en su puesto y continuó disparando, eliminando dos tanques más, por lo que recibió el título de Héroe de la Unión Soviética. Sin embargo, Kuznetsov no terminó el combate hasta el 13 de mayo de 1945, teniendo que luchar contra los soldados enemigos en Danzig que se negaron a rendirse en ese momento. En total durante la guerra eliminó once tanques enemigos. Por sus notables hechos de armas el 24 de junio de 1945 participó en el histórico desfile de la victoria de Moscú.

### Posguerra
Justo después del final de la guerra, en 1945, fue desmovilizado, asistió al Colegio Electromecánico de Leningrado, donde se graduó en 1950. A partir de 1949 trabajó como jefe de un aserradero hasta convertirse en ingeniero de seguridad en la planta de procesamiento de madera de Pestovsky en 1973. También se desempeñó como adjunto del Sóviet Supremo de la Unión Soviética de la II y III convocatorias. El 10 de septiembre de 2007, unos ladrones robaron descaradamente sus medallas. Si bien las medallas pronto le fueron devueltas más tarde ese mismo año en diciembre, el ataque afectó su ya mala salud y el 11 de septiembre de 2008 murió. Fue enterrado en el Cementerio Militar Central de Pestovo.
En 1985, participó en el Desfile de la Victoria, con motivo del 40.º aniversario de la victoria del pueblo soviético en la Gran Guerra Patria.

## Condecoraciones
A lo largo de su servicio militar Nikolái Kuznetsov recibió las siguientes condecoracionesː
- Héroe de la Unión Soviética (19 de abril de 1945)
- Orden de Lenin (19 de abril de 1945)
- Orden de la Bandera Roja (23 de junio de 1944)
- Orden de la Guerra Patria de 1.er grado (11 de marzo de 1985)
- Orden de la Gloria (3.er grado - 17 de mayo de 1944; 2.do grado - 1 de diciembre de 1944 y 10 de febrero de 1945;[nota 1] 1.er grado - 12 de marzo de 1980)
- Orden de la Amistad de los Pueblos
- Medalla al Valor, dos veces (8 de diciembre de 1943 y 21 de abril de 1944)
- Medalla Conmemorativa por el Centenario del Natalicio de Lenin
- Medalla por la Defensa de Sebastopol
- Medalla por la Conquista de Königsberg
- Medalla por la Victoria sobre Alemania en la Gran Guerra Patria 1941-1945
- Medalla Conmemorativa del 20.º Aniversario de la Victoria en la Gran Guerra Patria de 1941-1945
- Medalla Conmemorativa del 30.º Aniversario de la Victoria en la Gran Guerra Patria de 1941-1945
- Medalla Conmemorativa del 40.º Aniversario de la Victoria en la Gran Guerra Patria de 1941-1945
- Medalla al Trabajador Veterano
- Medalla del 50.º Aniversario de las Fuerzas Armadas de la URSS
- Medalla del 60.º Aniversario de las Fuerzas Armadas de la URSS
- Medalla del 70.º Aniversario de las Fuerzas Armadas de la URSS
- Medalla Conmemorativa del 50.º Aniversario de la Victoria en la Gran Guerra Patria de 1941-1945
- Medalla Conmemorativa del 60.º Aniversario de la Victoria en la Gran Guerra Patria de 1941-1945
- Medalla de Zhúkov